# Aeroporto di Venezia-Treviso
Luchthaven Venetië-Treviso (Italiaans: Aeroporto di Venezia-Treviso) (IATA: TSF, ICAO: LIPH) ligt 3 km ten zuidwesten van Treviso. De luchthaven ligt op ongeveer 20 km afstand van de stad Venetië. In 2007 werd een nieuwe terminal geopend met de naam "Antonio Canova", een beroemde Italiaanse kunstenaar. De luchthaven staat ook bekend onder de naam Venetië-Treviso A. Canova of simpelweg Treviso. In 2008 kreeg de luchthaven 1.709.008 passagiers te verwerken. 
De luchthaven wordt gezien als tweede luchthaven van Venetië, naast Venetië Marco Polo. Treviso wordt het meeste aangevlogen door prijsvechters zoals Ryanair.